# Ністелроде
Ністелроде (нід. Nistelrode) — село в нідерландській провінції Північний Брабант. Входить до муніципалітету Бернгезе.
Його площа становить 3,05 км², а населення станом на 2021 рік складало 5 455 осіб.
Перша згадка про населений пункт датується 13-им сторіччям.
До 1994 року мало статус окремого муніципалітету.

## Галерея

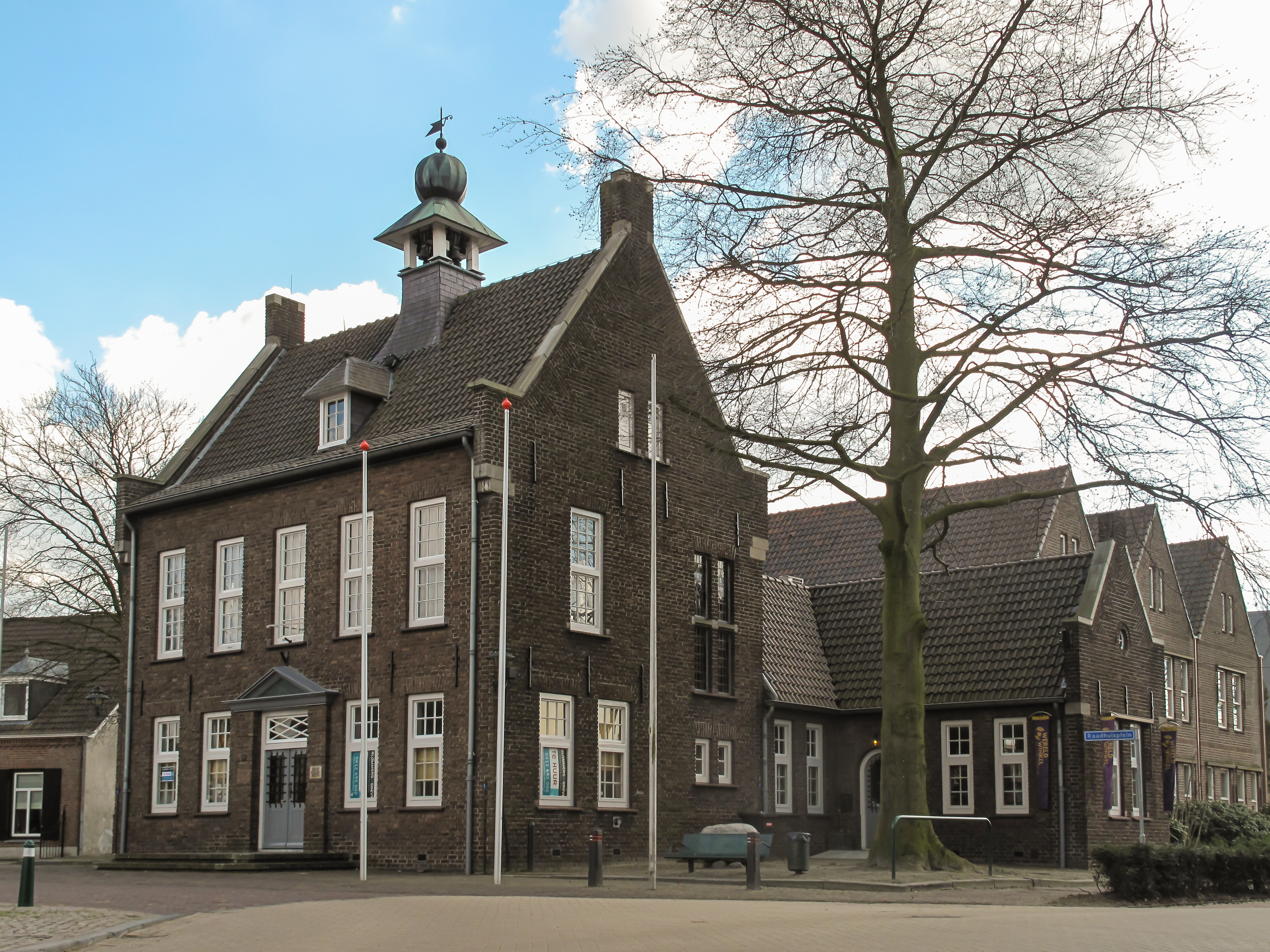
Будівля колишньої мерії
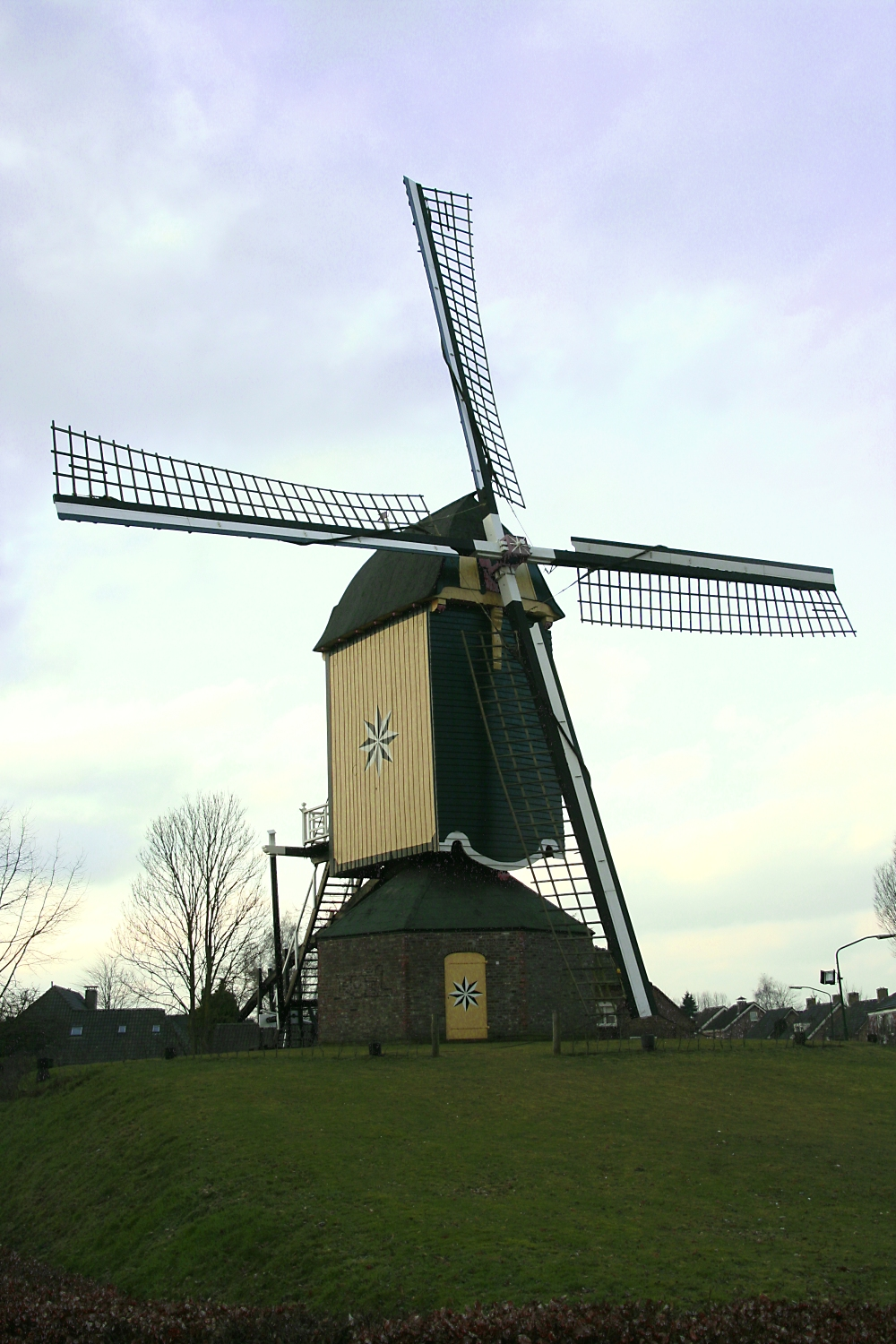
Вітряк у селі
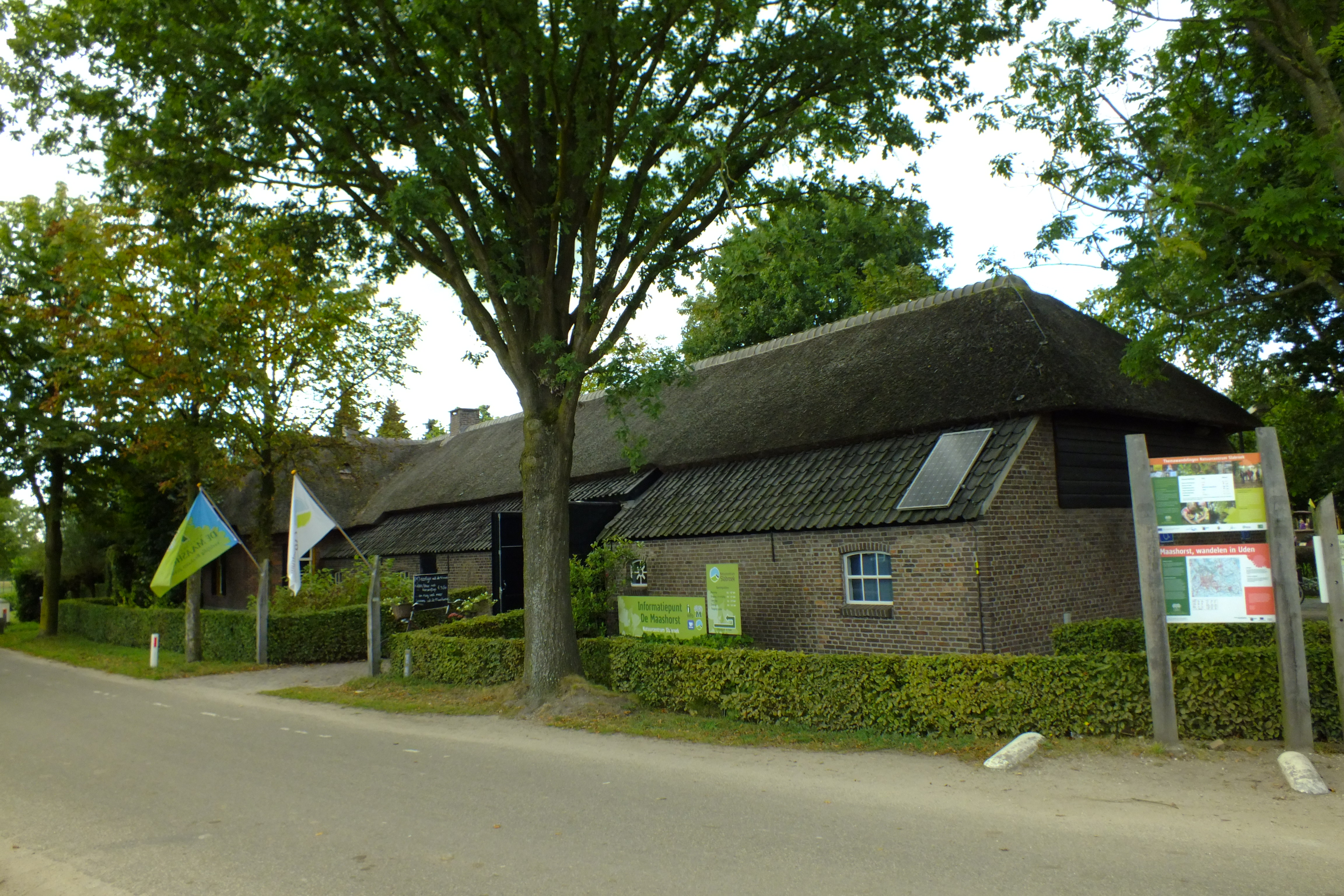
Туристичний центр